# Злоумышленник (рассказ)
«Злоумышленник» ― рассказ русского писателя А. П. Чехова, впервые опубликованный в 1885 году.

## Публикация
«Злоумышленник» был впервые опубликован 5 августа (по старому стилю ― 24 июля) 1885 года в выпуске № 200 «Петербургской газеты» и под псевдонимом А. Чехонте. Рассказ также был включён в сборник произведений писателя под названием «Пёстрые рассказы», а позднее попал в третий том оригинального издания собрания сочинений А. П. Чехова, опубликованный издателем Адольфом Марксом в 1899―1901 годах.

## История написания
Владимир Гиляровский утверждал, что прототипом Дениса Григорьева был крестьянин по имени Никита Пантюхин (Хромой), "великий мастер в ловле налимов" из посёлка Красково в Московской губернии. По его словам, Чехов записал и воспроизвёл некоторые слова и выражения, которые говорил реальный «злоумышленник», откручивавший гайки и не понимавший, что это может привести к крушению поезда.  Антон Павлович безуспешно пытался объяснить Никите опасность его действий. "Нешто я все гайки-то отвинчиваю? В одном месте одну, в другом ― другую...".
Ещё при жизни Антона Павловича рассказ был переведен на болгарский, венгерский, немецкий, сербскохорватский, словацкий и чешский языки.

## Сюжет
Местный следователь безуспешно пытается объяснить мужику Григорьеву, что откручивать гайки с рельсов нельзя. Григорьев оправдывается и, кажется, просто не может понять, почему он должен быть лишён права использовать железные гайки с колеи в качестве грузила для его лески.

## Критика
Писатель и публицист Л. Е. Оболенский в своей рецензии в журнале «Русское богатство» отнёс рассказ «Злоумышленник» к числу наиболее удачных и характерных рассказов Чехова: «Мелкие штрихи, иногда в одно слово, рисуют и быт и обстановку так ясно, что вы только удивляетесь этому уменью — свести в один крохотный фокус все необходимые детали, только самое необходимое, а в то же время взволновать и чувстве ваше и разбудить мысль: в самом деле, вглядитесь глубже в этого следователя и в этого мужика, ведь это два мира, оторванные от одной и той же жизни; оба русские, оба в существе не злые люди, и оба не понимают друг друга. Подумайте только над этим, и вы поймёте, какая глубина содержания в этом крохотном рассказике, изложенном на двух с половиной страницах».
В статье «Беллетристы последнего времени» в журнале «Вестник Европы» К. Арсеньев охарактеризовал рассказ следующим образом: «В „Злоумышленнике“ чрезвычайно живо обрисован крестьянин, сделавшийся преступником сам того не зная и не понимая».
Л. Н. Толстой включил рассказ в свой личный список лучших произведений Чехова. «„Злоумышленник“ — превосходный рассказ… Я его раз сто читал», ― отмечал Толстой.

## Экранизация
- Рассказ экранизирован в рамках фильма-концерта «Концерт на экране» 1940 года, который транслировался повсеместно. Обе роли играет Иван Москвин.[8]
- Рассказ использован в телеспектакле «А. Чехов. Сценки» (ТВ) (СССР), режиссёр Георгий Товстоногов, В ролях: Олег Басилашвили — следователь; Евгений Лебедев — злоумышленник Григорьев.
- Рассказ использован в фильме «Смешные люди!» (СССР), режиссёр Михаил Швейцер, В ролях: Олег Басилашвили — следователь; Леонид Куравлёв — злоумышленник Григорьев.
- Сюжет рассказа использован в выпуске № 9 детского киножурнала «Ералаш» — «Злоумышленник, почти по Чехову».